# ピーター・T・ブラウン
ピーター・T・ブラウン（英: Peter T. Brown）は、2005年から2011年初めまでフリーソフトウェア財団（FSF）の執行役員を務めた人物である。経営と財務のバックグラウンドを持ち、2001年に会計監査役として組織で働き始めた。ブラッドリー・クーンの退任後、2005年に執行役員に昇進し、後任にはジョン・サリバンが就任した。その後、Software Freedom Conservancyの理事兼財務担当役員に就任した。イギリスのオックスフォード出身である。
ブラウンは以前、FSFの財務管理者やGPL Compliance Lab. の経営者を務めていた。さらに、ニュー・インターナショナリストの取締役を務め、ロンドンのBBCラジオでも働いていた。
2017年8月にはアメリカ市民権を取得した。

## References
1. ↑  “Peter T. Brown”. 2014年5月14日時点のオリジナルよりアーカイブ。2014年5月14日閲覧。
2. ↑  Matt Lee (2011年3月17日). “FSF announces new executive director”.   FSF. 2011年10月7日閲覧。
3. 1 2  “Peter Brown and Stormy Peters Appointed as Directors of Software Freedom Conservancy”.   Software Freedom Conservancy (2011年8月15日). 2011年10月7日閲覧。
4. ↑  “After 16 years living in Boston I am finally becoming an American citizen today at Faneuil Hall. Exciting!”. Reddit. 2017年8月17日閲覧。